# Slutspel (roman)
Slutspel (Closing Time) är en roman av Joseph Heller från 1994, på svenska 1995. Den är en fortsättning på Moment 22. I denna bok är Heller mycket tydlig med att Moment 22 betyder att "De som har makten har rätt att göra allt som vi inte kan förhindra att de gör."